# تیم (آلبوم آویچی)
تیم (به انگلیسی: TIM) سومین و آخرین آلبوم استودیویی دی‌جی و تهیه‌کننده سوئدی، تیم برگلینگ، معروف به آویچی است که در ۶ ژوئن ۲۰۱۹ منتشر شد. این اثر تنها آلبوم آویچی پس از مرگ او در یک سال قبل یعنی سال ۲۰۱۸ است. آلبوم تیم سومین و آخرین آلبوم استودیویی آویچی است که به دنباله آلبوم داستان‌ها که در سال ۲۰۱۵ ساخته شده‌است، منتشر شد. تمام سود حاصل از فروش این آلبوم توسط خانواده آویچی به بنیاد تیم برگلینگ اختصاص یافت که پس از درگذشت آویچی راه اندازی شده‌است و برای آگاهی مردم، به‌ویژه قشر جوان، از سلامت روان فعالیت می‌کند.

## زمینه ساخت آلبوم
نوید به ساخت آلبوم تیم، نخستین بار در اواخر سال ۲۰۱۶ پس از عقد قرارداد آویچی با شرکت یونیورسال سوئد، درست در زمانی که گفته می‌شد آلبوم بعدی او یعنی آویچی (۰۱) در سال ۲۰۱۷ منتشر خواهد شد، وعده داده شد. از ۱۳ ژوئیه تا ۲ آگوست ۲۰۱۷، آویچی شروع به اشتراک‌گذاری تیزرهای آلبوم آویچی (۰۱) جدید کرد و سرانجام در ۱۱ آگوست ۲۰۱۷، این آلبوم را با مجموع ۶ آهنگ منتشر کرد. پس از پایان این آلبوم، ضبط آلبوم تیم در زمستان ۲۰۱۷ از سر گرفته شد. در ماه مارس ۲۰۱۸، آویچی شروع به اشتراک گذاری دموهایی از آلبوم از طریق اینستاگرام و سایر پلتفرم‌های موسیقی کرد؛ از قبیل دموهای "Hold The Line" , "Bad Reputation" , "Tough Love".
کمی پس از مرگ تیم برگلینگ در ۲۰ آوریل ۲۰۱۸، یک نماینده نزدیک به آویچی گفت که هیچ برنامه ای برای انتشار آثار جدیدی در آینده نزدیک وجود ندارد. یکسال بعد در آوریل ۲۰۱۹، اعلام شد که از همکاران نزدیک او برای کمک به گردآوری آلبوم دعوت شده‌است. یک گروه متشکل از نویسندگان و تهیه‌کنندگان آلبومی را ساختند که حاوی عناصری از "روان دلیری، موسیقی عربی، صداهای دریای کارائیب و …" توصیف شده‌است. در ۱ و ۲ ژوئن ۲۰۱۹، به طرفداران آویچی فرصتی داده شد تا با رفتن به مکعب‌های موسیقی در مکان‌های مختلف در سرتاسر جهان، ۵ روز زودتر به آلبوم گوش دهند.

## فهرست آهنگ‌ها
| شماره      | نام                                                       | نویسنده(ها) | تهیه‌کنندگان                               | مدت   |
| ---------- | --------------------------------------------------------- | --- | ----------------------------------------- | ----- |
| ۱.         | «Peace of Mind» (featuring Vargas & Lagola)               | آویچی Vincent Pontare Salem Al Fakir                                                                                   | Avicii [v] Vargas & Lagola [v]            | ۳:۰۰  |
| ۲.         | «Heaven»                                                  | Bergling کریس مارتین                                                                                                   | Avicii[v]                                 | ۴:۳۷  |
| ۳.         | «SOS» (featuring آلو بلک)                                 | Bergling Albin Nedler Kristoffer "Bonn" Fogelmark Kandi Burruss Tameka Cottle Kevin Briggs                             | Avicii Nedler [v] Bonn [v]                | ۲:۳۷  |
| ۴.         | «Tough Love» (featuring اگنس کارلسون and Vargas & Lagola) | Bergling Al Fakir Pontare Isak Alverus                                                                                 | Avicii [v] Vargas & Lagola [v]            | ۳:۱۱  |
| ۵.         | «Bad Reputation» (featuring Joe Janiak)                   | Bergling Carl Falk Joseph Janiak                                                                                       | Avicii [v] Falk [v]                       | ۳:۲۵  |
| ۶.         | «Ain't a Thing» (featuring Bonn)                          | Bergling Falk Janiak Joakim Berg                                                                                       | Avicii Falk [v]                           | ۳:۰۳  |
| ۷.         | «Hold the Line» (featuring A R I Z O N A)                 | Bergling Lucas von Bahder Zachary Charles David Labuguen Nathan Esquite PJ Bianco Andrew Jackson                       | Avicii [v] von Bahder Nedler [v]          | ۲:۵۱  |
| ۸.         | «Freak» (featuring Bonn)                                  | Bergling Nedler Fogelmark Hachidai Nakamura Rokusuke Ei جاستین ورنن سم اسمیت جیمی نیپس William Phillips جف لین تام پتی | Avicii Nedler [v] Bonn [v]                | ۲:۵۹  |
| ۹.         | «Excuse Me Mr. Sir» (featuring Vargas & Lagola)           | Bergling Al Fakir Pontare Marcus Thunberg Wessel                                                                       | Avicii [v] Vargas & Lagola [v] Wessel [v] | ۳:۰۷  |
| ۱۰.        | «Heart Upon My Sleeve» (featuring ایمجین درگنز)           | Bergling Ash Pournouri دن رینولدز (موسیقی‌دان) Wayne Sermon Ben McKee Daniel Platzman                                   | Avicii [v] Pournouri [c]                  | ۴:۱۴  |
| ۱۱.        | «Never Leave Me» (featuring Joe Janiak)                   | Bergling Nedler Fogelmark Janiak Martin Svensson                                                                       | Avicii [v] Nedler [v] Bonn [v]            | ۲:۵۱  |
| ۱۲.        | «Fades Away» (featuring Noonie Bao)                       | Bergling Falk Janiak Berg                                                                                              | Avicii Falk [v]                           | ۲:۵۸  |
| مجموع مدت: | مجموع مدت:                                                | مجموع مدت: | مجموع مدت:                                | ۳۸:۵۳ |